# Кон-Фоссен Стефан Емануїлович
Кон-Фоссен Стефан Емануїлович (нім. Stefan Cohn-Vossen; 28 травня 1902, Бреслау,Німецька імперія — 25 липня 1936 Москва, СРСР) — німецький та радянський геометр.

## Біографія
Народився 28-го травня 1902 року в німецькому місті Бреслау (зараз Вроцлав у Польщі).
У 1924 році захистив кандидатську дисертацію в університеті Бреслау.У 1930 році став професором Кельнського університету.
Втратив роботу 1933 році як єврей у результаті нацистських переслідувань. Спочатку переїхав у Швейцарію, у 1934 році працював учителем у Цюриху.
У цьому ж році емігрував у СРСР, де працював як вчений фахівець Математичного інституту Академії наук СРСР і професор Ленінградського університету.
Помер у 1936 році в Москві від пневмонії.

## Наукова діяльність
Кон-Фоссен є одним із засновників так званої диференціальної геометрії в цілому.
У роботах Кон-Фоссена є два основних напрямки: у перші роки своєї наукової роботи (1926—1929 рр.) він займався питаннями згинання поверхонь, потім, після деякої перерви в роботі, він звертається до питань внутрішньої геометрії поверхонь, а саме, до дослідження повної кривини і геодезичних на відкритих поверхнях.
Цей напрямок досліджень було покладено теоремою Коші про жорсткість опуклого багатогранника. Робота по цій темі була продовжена Гільбертом, Бляшке, Лібманом, Вейлем. У 1927-му році Кон-Фоссен довів, по-перше, що два ізометрічні овалоїди конгруентні, і, по-друге, що всякий овалоїд стає нежорстким, якщо з нього вирізати будь-який шматок. (Втім, останній результат був отриманий Зюсом ще в 1924 році)
Кон-Фоссен вперше показав, що існують нежорсткі замкнені поверхні (крім тривіальних: поверхня з плоским шматком завжди нежорстка, так як цей останній — нежорсткий навіть при затиснутих краях).
Останні роботи вченого присвячені геометрії необмежених незамкнених поверхонь. Тут він відкрив зв'язки між інтегральної кривиною таких поверхонь та існуванням на них «прямих», тобто необмежених ліній, кожен шматок яких є найкоротшою лінією між його кінцями. Вивчення прямих було продовжено Топоноговим, Чигером, Громолом, Ешенбургом, Яу та іншими (див. теорема про розщеплення).
Разом з Давидом Гільбертом у 1932 році випустив книгу «Наочна геометрія» («Anschauliche Geometrie»).
Незадовго до смерті взяв участь у випуску російського перекладу цієї книги.

## Книги
- S. Cohn-Vossen, D.  Hilbert. Anschauliche Geometri. — Berlin : Verlang von J. Springer, 1932.
- С. Э. Кон-Фоссен, Д. Гильберт. Наочна геометрія. — М. : Об'єднане науково- технічне видавництво НКТП СРСР, 1936. — 302 с.
- Кон-Фоссен, Стефан Емануїлович. Деякі питання диференціальної геометрії в цілому. — Державне Видавництво Фізико- Математичної Літератури, 1959. — 303 с.

## Наукові статті
- Singularitäten konvexer Flächen, Math. Ann., 97 (1927), стр. 377–386.
- Zwei Sätze über die Starrheit der Eiflachen, Göttinger Nachrichten (1927), стр. 125–134.
- Die parabolische Kurve. Beitrag zur Geometrie der Berührungatransformationen. der partiellen Differentialgleichungen zweiter Ordnung und der Flächenverbiegung, Math. Ann., 99 (1928), стр. 273–308.
- Unstarre geschlossene Flächen, Math. Ann., 102 (1929), стр. 10—29.
- Sur la courbure totale des surfaces ouvertes, Comptes Rendus. Acad. Bei. Pari/1. 197 (1933), стр. 1165–1167.
- Kürzeste Wege und Totalkrümmung auf Flächen, Compositio Mathematioa, 2 (1935), стр. 69—133.
- О существовании кратчайших путей. Доклады АН СССР. т. III (VIII): 8 (1935), стр. 339–342.
- Полные римановы пространства положительной кривизны, Доклады АН СССР. т. III (VIII): 9 (1935), стр. 387–389.
- Existenz kürzester Wege, Compositio Maihematica, 3 (1936), стр. 441–452.
- Totalkrümmung und geodätische Linien auf einfachzusammenhängenden offenen vollständigen Flächenstückon, Матем. сб. (нов. серия), т. I (43): 2 (1936), стр. 139–164.
- Der approximative Sinussalz für kleine Dreiecke auf krummen Flächen, Compositio Mathematica, 8 (1936), стр. 52—54.
- Diekollineationen des n-dimensionalen Raumes., Math. Ann,. 115(1937), стр. 80—86.